# ساتوری

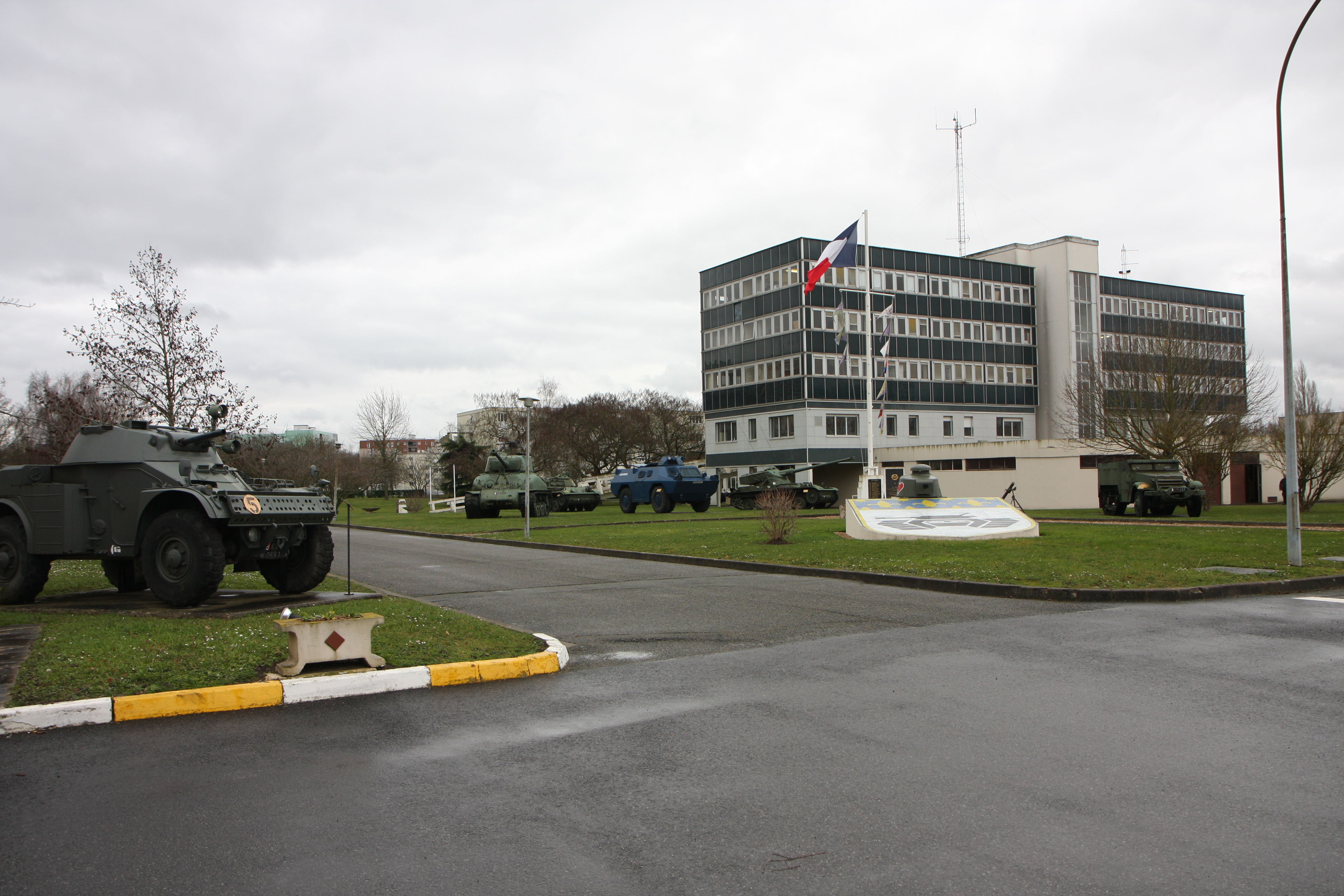
نمایی از منطقه‌ ساتوری در ورسای فرانسه - ۲۰۱۴

ساتوری (انگلیسی: Satory) منطقه‌ای در ورسای در فرانسه است. این منطقه بیشتر برای اردوگاه نظامی‌اش، شناخته شده‌است.
این اردوگاه سایت اصلی نمایشگاه بازرگانی برای نیروی نظامی، Eurosatory بود.
همچنین این منطقه میزبانی تیراندازی در بازی‌های المپیک تابستانی ۱۹۰۰ را بر عهده داشت.